# Jurchen (langue)
Cet article concerne la langue jurchen. Pour le peuple jurchen, voir Jurchen.
Le jurchen est une langue toungouse qui était parlée autour du XIIe siècle par les Jurchen, fondateurs de la deuxième dynastie Jin. Elle avait sa propre écriture. Il s'agit en fait de l'ancien mandchou. Hong Taiji  a en effet décidé en 1635 de renommer les Jurchen Mandchous.

## Écriture
Un système d'écriture a été créé pour le jurchen en 1119 par Wanyan Xiyin. Il y a eu des traductions et des textes écrits avec cette écriture jurchen mais jusqu'à présent aucun texte ne nous est parvenu, pas même à l'état de fragment. D'une façon générale, les documents anciens (avant 1635) sur le jurchen sont très peu nombreux.